# 틴커캐드
틴커캐드(Tinkercad)는 웹 브라우저에서 실행되는 무료 온라인 3D 모델링 프로그램이다. 2011년에 출시된 이후 3D 프린팅 모델을 만드는 데 널리 사용되는 플랫폼으로 자리 잡았으며, 학교에서 건설적인 솔리드 기하학에 대한 입문 단계도 마련했다.